# Biruxong (häradshuvudort i Kina, Tibet Autonomous Region, lat 31,40, long 93,60)
Biruxong (kinesiska: Biruxiong, 比如雄, Biru Xian, 比如县) är en häradshuvudort i Kina. Den ligger i den autonoma regionen Tibet, i den sydvästra delen av landet, omkring 310 kilometer nordost om regionhuvudstaden Lhasa. Antalet invånare är 60 179. Befolkningen består av 28 729 kvinnor och 31 450 män. Barn under 15 år utgör 32 %, vuxna 15-64 år 62 %, och äldre över 65 år 4,0 %.
Runt Biruxong är det mycket glesbefolkat, med 4 invånare per kvadratkilometer. Biruxong är det största samhället i trakten. Trakten runt Biruxong består i huvudsak av gräsmarker.
Genomsnittlig årsnederbörd är 957 millimeter. Den regnigaste månaden är juli, med i genomsnitt 214 mm nederbörd, och den torraste är december, med 4 mm nederbörd.